# Régiments étrangers des armées napoléoniennes
Les Régiments étrangers des armées napoléoniennes constituent une phalange de quatre régiments d'infanterie à recrutement essentiellement allemand constitués par l'enrôlement de déserteurs des armées vaincues par Napoléon Ier. Ne constituant pas d'unités « nationales » à l'instar de la Légion irlandaise ou du Régiment albanais, ces troupes combattirent sous l'uniforme français sans signe distinctif de nationalité.
Le 2e régiment étranger dit « Régiment d'Isembourg », devenu « régiment d'Hohenlohe » sous la  Restauration, est un lointain ancêtre de la Légion étrangère.

## 1errégimentétranger ditRégiment de La Tour d'Auvergne
Le 1er régiment étranger (dit Régiment de La Tour d'Auvergne)

## 2erégimentétranger ditRégiment d'Isembourg
« Le régiment d’Isembourg a été créé par le décret du 10 brumaire an 14 (1er novembre 1805). Il devait être composé de sujets allemands, polonais, russes et autres étrangers, en fait les prisonniers de guerre tombés aux mains des Français à la suite des événements de la campagne d’Allemagne de 1805. Le prince régnant d’Isembourg en fut nommé colonel. ».

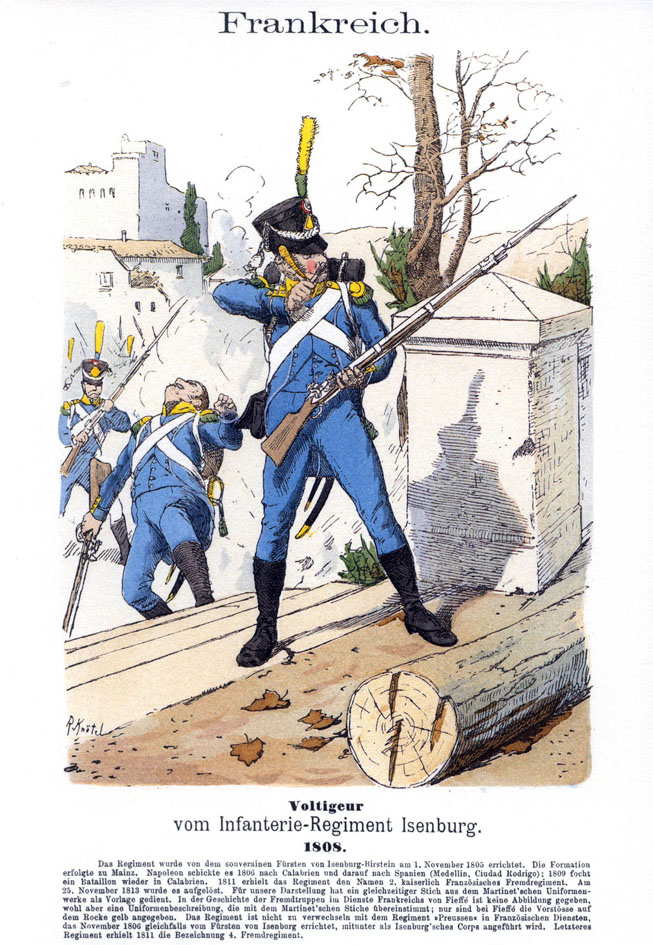
Régiment d'Isembourg, d'après Richard Knötel.

Ce régiment deviendra sous la Restauration, le régiment d'Hohenlohe, lointain ancêtre de la Légion étrangère.

## 3erégimentétranger
Le 3e régiment étranger « irlandais » est constitué en 1811 avec les survivants de la Légion irlandaise. À cette date, si le corps des officiers reste majoritairement composé d'Irlandais, le recrutement de la troupe s'effectue davantage parmi les Polonais et les Allemands.

## 4erégimentétranger
À la requête de l'Empereur, le Prince Charles Frédéric Louis d'Isembourg lève à Leipzig un  « Régiment de Prusse » constitué de déserteurs prussiens en 1806. Cette unité prendra part à la Guerre d'Espagne. Le 3 août 1811, ce régiment de Prusse devient le 4e régiment étranger. Le 25 novembre 1813, le régiment de Prusse est dissous par décret et les hommes de confiance sont versés au 3e Régiment étranger tandis que les autres sont affectés à un régiment de pionniers formé le 19 décembre.

### Uniformologie
- 1er Régiment étranger dit Rgt de la Tour d'Auvergne
- 2e Régiment étranger dit Rgt d'Isembourg
- 3e Régiment étranger dit Rgt irlandais
- Uniformes et bref historique du régiment de Prusse-4e régiment étranger